# Alamogordo, New Mexico
Alamogordo là một thành phố thủ phủ quận Otero trong bang New Mexico, Hoa Kỳ. Thành phố có tổng diện tích 50.1 km². Theo điều tra dân số Hoa Kỳ năm 2000, thành phố có dân số 35.582 người.
Là một cộng đồng sa mạc nằm ở lưu vực sông Tularosa, thành phố giáp phía đông dãy núi Sacramento. Đây là thành phố gần nhất Căn cứ Không quân Holloman. Alamogordo cũng nổi tiếng với kết nối của nó với các thử nghiệm Thiên Chúa Ba Ngôi, vụ nổ đầu tiên của một quả bom hạt nhân.
Con người đã sống trong khu vực Alamogordo ít nhất 11.000 năm. Khu định cư hiện nay được thành lập vào năm 1898 để hỗ trợ xây dựng của El Paso và đường sắt Đông Bắc, là một ví dụ đầu của một cộng đồng quy hoạch. Thành phố được thành lập vào năm 1912. Du lịch đã trở thành một yếu tố kinh tế quan trọng với việc tạo ra của White Sands National Monument năm 1934. Trong năm 1950-thập niên 60, Alamogordo là một trung tâm không chính thức cho các nghiên cứu về an toàn thí điểm và chương trình không gian phát triển Hoa Kỳ.
Alamogordo là một thành phố điều lệ với một hình thức Hội đồng quản lý của chính quyền. Chính quyền thành phố cung cấp một số lượng lớn các tiện nghi giải trí và vui chơi giải trí cho công dân của mình, bao gồm cả một công viên lớn ở trung tâm của thành phố, nhiều công viên nhỏ hơn nằm rải rác trong thành phố, một sân golf, Alameda Park Zoo, một mạng lưới các con đường đi bộ, Alamogordo Công thư viện, và một trung tâm công dân cao niên. Gerald vô địch khu vực Trung tâm Y tế là một chia sẻ cơ sở quân sự / dân sự phi lợi nhuận cũng là bệnh viện cho Holloman.
Là trung tâm kinh tế của quận Otero, Alamogordo có một nền kinh tế chủ yếu là dịch vụ và bán lẻ thu hút khách hàng từ khách du lịch và nhân viên quân sự từ vụ hoạt động và nghỉ hưu. Thành phố này có 3 tuyến đường cao tốc Mỹ kết nối và các tuyến bay thường lệ thương mại sân bay khu vực Alamogordo-White Sands. Holloman Air Force Base (trong đó có một Trung tâm Đào tạo Lực lượng Không quân Đức Chiến Thuật) và căn cứ tên lửa White Sands ở gần căn cứ quân sự lớn. Theo một số ước tính, Holloman chiếm một nửa nền kinh tế của Alamogordo. Thành phố còn có một hệ thống trường công lập, một chi nhánh của New Mexico State University, và Trường Trung học New Mexico cho người mù và khiếm thị, làm cho giáo dục cũng là một đóng góp đáng kể cho nền kinh tế. 